# Троянська планета

Розташування точок Лагранжа.

Троянська планета — планета, що обертається в кратній системі зірок навколо одного з супутників основної зорі, яким може бути інша менш масивна зоря-компаньйон, наприклад, карликова зоря чи масивний газовий гігант. При цьому орбіта планети збігається з орбітою другої зорі і розташовується поблизу однієї з двох точок Лагранжа L4 або L5, випереджаючи або відстаючи від зорі на 60°. Подібні планети можуть бути знайдені й серед екзопланет.

## Перспективи виявлення
Теоретично існування троянських планет цілком можливо, але поки жодної такої планети виявити не вдалося. Проте якщо використовувати транзитний метод виявлення троянських планет, при досить великих розмірах планети виявити її цілком можливо. При проходженні по диску зорі її світло слабшає, що фіксується земними приладами. Існує дуже мало стабільних орбіт, на яких могли б сформуватися й існувати троянські планети. Найістотніше обмеження на їх кількість надає такий параметр як ексцентриситет орбіти, який повинен бути якомога менше. Тому розташування таких планет повинно тяжіти до кругових орбіт.

## Можливість існування життя
Гігантські зорі перешкоджають формуванню планет земної групи в своїй зоні населеності багато в чому через те, що гравітаційна взаємодія порушує орбіти планетозималей. Однак, якщо планета або зоря-компаньйон досить велика, вона цілком може зберегти свою орбіту й орбіту троянської планети, а також сама мати супутники, на яких можуть бути відповідні умови для зародження життя. Це збільшує ймовірність виявлення життя навіть в таких системах. Однією з найперспективніших є система HD 28185, в якій масивний газовий гігант HD 28185 b рухається по круговій орбіті поблизу внутрішнього краю населеної зони своєї зорі.

## Троянські планети в Сонячній системі
Однак в Сонячній системі троянські об'єкти дуже поширені: на орбіті Юпітера у точках Лагранжа L4 і L5 є дві великі групи троянських астероїдів, а у Сатурна виявлено декілька троянських супутників. Також вважається, що саме троянська планета Тейя, що сформувалася на орбіті Землі, відповідно до теорії гігантського зіткнення, зіткнувшись із Землею, привела до утворення Місяця.

## Троянські планети системи KOI-730
У 2010 році було відкрито, що в зоряній системі KOI-730 дві з чотирьох планет обертаються навколо свого сонця по одній орбіті. Планетолог Джек Ліссавер (Jack Lissauer) з дослідницького центру Еймса і його колеги з ряду інших установ вирахували, що пара планет оббігає навколо своєї зірки за 9,8 дня. Уздовж загальної орбіти ці два світи постійно поділяють 60 градусів дистанції. Це можливо завдяки гравітаційним «точкам Лагранжа». У Сонячній системі в цих точках скупчуються порівняно дрібні тіла (троянці), в системі KOI-730 в таких позиціях утворилися дві планети. У нічному небі їх видно як яскраві світила, що ніколи не згасають і не розпалюються. У теорії обидві планети могли б розбалансуватися і зіткнутися. Але за розрахунками їх рух залишиться стабільним щонайменше ще 2,2 мільйона років.

## Троянські екзопланети системи PDS-70
В 2023 році, під час моніторингу за допомогою радіотелескопу ALMA молодої зоряної системи PDS-70 за 370 світлових років від Землі, астрономами було виявлено троянську екзопланету. А саме, у точці Лагранжа L5 системи було виявлено об'єкт зі слабким світлом, який вчені визначили як зародок окремої екзопланети. Наразі астрономи обережно припускають, що відкрили унікальний феномен. Друге, більш детальне спостереження системи PDS-70 очікується тільки у 2026 році. Дослідники переконані - майбутній моніторинг дасть значно більше інформації, оскільки на той час, ймовірно, існуватимуть передовіші технології спостереження за зародженням екзопланет.